# U.S. Indoor National Championships 1979
Lo U.S. Indoor National Championships 1979 è stato un torneo giocato sul sintetico indoor del Racquet Club of Memphis a Memphis nel Tennessee. 
È stata la 78ª edizione del Torneo di Memphis, facente parte del Colgate-Palmolive Grand Prix 1979.

## Campioni

### Singolare maschile
Jimmy Connors ha battuto in finale   Arthur Ashe con il punteggio di 6–4, 5–7, 6–3.

### Doppio maschile
Tom Okker /  Wojciech Fibak hanno battuto in finale  Frew McMillan /  Dick Stockton con il punteggio di 6–1, 6–4.